# Ian Bostridge
Ian Charles Bostridge (ur. 25 grudnia 1964 w Londynie) – angielski tenor.
Kształcił się w Dulwich College Preparatory School oraz Westminster School, następnie studiował historię nowożytną na uniwersytetach Oksfordu i Cambridge. W 1990 otrzymał w Oksfordzie doktorat na podstawie rozprawy o znaczeniu magii w angielskim życiu publicznym od 1650 do 1750, po czym kontynuował badania jako członek oksfordzkiego Corpus Christi College.
Karierę wokalną prowadził przez pewien czas równolegle z naukową, nim zdecydował się na ostateczne porzucenie Oksfordu. W 1996 otrzymał Nagrodę Grammy za nagranie Pięknej młynarki Franza Schuberta, a w 1998 – za płytę z muzyką Roberta Schumanna.
W 2004 otrzymał Order Imperium Brytyjskiego. Jest honorowym członkiem Królewskiej Akademii Muzycznej.

## Publikacje książkowe
- Ian Bostridge, Podróż zimowa Schuberta : anatomia obsesji, przeł. Szymon Żuchowski, Polskie Wydawnictwo Muzyczne, 2019
- Ian Bostridge, A Singer's Notebook, Faber and Faber. 2011
- Ian Bostridge, Witchcraft and its transformations, c.1650–1750, Clarendon Press, 1997